# Lovro I. Tot
Lovro I. Tot († 1349.), (mađ. Tót Lőrinc, lat. Sclavus =Slaven), hrvatski velikaš, kraljevski tavernik i slavonski ban, član obitelji Iločkih. 

## Dužnosti koje je obnašao
Od 1312. godine bio je zastavnikom hrvatsko-ugarskog kralja Karla Roberta, od 1328. kaštelan kraljeve tvrđave Šintave, od 1340. nitranski župan, zatim glavni kraljevski tavernik, odnosno rizničar (1344. – 1346.), te varaždinski, šopronski i vaški župan (1347. – 1348.).[naći poveznice na ugarske povijesne županije]

## Obitelj
Sin je Ivana. Stričevi su mu bili Grgur i Stjepan, a djed Gug. Imao je braću Ugrina, Egidija, Jakova i Ivana II. Ugrin je bio kraljev zastavnik i varaždinski veliki župan, Egidije je poginuo u jednom vojnom pohodu 1328. godine, a Jakov i Ivan II. osnovali su svoje ogranke obitelji, koji su tijekom 15. stoljeća (oko 1430.) izumrli.
Lovro I. je otac Nikole Konta, vlasnika orahovičkog vlastelinstva i praoca velikaške loze Iločkih, koji je obnašao visoku dužnost palatina na kraljevskom dvoru. Brat je Bartula II. i Nikole II.Iločkog.